# Плектон
Плекто́н (от др.-греч. πλεκτός — витой, плетёный) — теоретический тип частиц, предложенный как обобщение концепции эниона на размерность более двух.
На сегодняшний день нет никаких доказательств, что подобные частицы действительно могут существовать в трёхмерном пространстве. Это объясняется топологическими свойствами пространства. Евклидову пространству с размерностью n сопоставляется фундаментальная группа SO(n, 1) (группа Пуанкаре), которая содержит набор всех возможных преобразований пространства. При {\displaystyle n>2} эта группа является циклической группой {\displaystyle \mathbb {Z} _{2}}, которая допускает только два типа перестановки. Соответственно, могут существовать только два типа частиц — фермионы и бозоны.
Существование плектонов возможно только в пространстве размерности (2+1), принципиально отличном от обычного трёхмерного.